# Górnośląskie Zagłębie Węglowe
Górnośląskie Zagłębie Węglowe (GZW) – polsko-czeskie zagłębie węglowe, jednolity obszar geologiczno-geograficzny zawierający największe w obu krajach zasoby węgla kamiennego i jego najintensywniejszą eksploatację. Według najnowszych ustaleń, GZW zawiera także duże zasoby metanu. Obszar GZW jest położony na terenie Polski w województwie śląskim (na Górnym Śląsku, a także Zagłębiu Dąbrowskim i Zagłębiu Krakowskim w Małopolsce) i województwie małopolskim, a na terenie Czech w kraju morawsko-śląskim.
Zasoby węgla na terenie województwa małopolskiego występują na terenie powiatu chrzanowskiego, krakowskiego, olkuskiego, oświęcimskiego, myślenickiego, suskiego i wadowickiego. Na terenie Czech występują pomiędzy Ostrawą i Karwiną (tzw. Ostrawsko-Karwińskie Zagłębie Węglowe).
Według Państwowego Instytutu Geologicznego na GZW jest 128 udokumentowanych złóż węgla kamiennego o zasobach wynoszących 38 606 mln ton, z których 50 złóż jest zagospodarowane (18 332 mln ton).

## Położenie
W Polsce, Górnośląskie Zagłębie Węglowe znajduje się na Wyżynie Śląskiej, Wyżynie Krakowsko-Częstochowskiej, Kotlinie Oświęcimskiej w południowej części województwa śląskiego i w zachodniej części województwa małopolskiego, w dorzeczu Wisły i Odry. W Czechach jest to północno-zachodnia część kraju morawsko-śląskiego, okolice od Ostrawy do Karwiny.

## Budowa geologiczna
Budowę geologiczną GZW tworzą utwory powstałe w różnych okresach dziejów Ziemi, w erze paleozoicznej, mezozoicznej i kenozoicznej. Na powierzchni terenu oprócz utworów czwartorzędowych występują utwory karbonu, triasu i trzeciorzędu, a we wschodniej części Zagłębia także permu oraz jury. Pośród nich podstawowe znaczenie i szczególną wartość mają formacje węglonośne karbonu górnego. Zarówno utwory karbońskie, jak i młodszych okresów geologicznych, znane są z licznych odsłonięć powierzchniowych. Utwory węglonośne karbonu są odsłonięte także w podziemnych kopalniach węgla kamiennego, a na obrzeżach Zagłębia, w podziemnych kopalniach cynku i ołowiu, odsłonięte są utwory triasowe.
Górnośląskie Zagłębie Węglowe jest zagłębiem typu paraliczno–limnicznego, czyli pokłady węgla zaczęły się tworzyć początkowo w zatokach płytkiego morza, a następnie, po odcięciu tych zatok od morza, w jeziorach.
Strefa węglonośna występuje na różnej głębokości: we wschodniej części o głębokości do 2400 m, a w zachodniej – do 4600 m. Wiercenia wykazują, że sięga ona może jeszcze głębiej, nawet do głębokości 6000 m.

## Obszar i eksploatacja
Obszar Górnośląskiego Zagłębia Węglowego w granicach Polski szacowany jest na około 5400 km². Złoża eksploatowane zajmują aktualnie około 1100 km², czyli około 19% powierzchni.
Złoża rezerwowe:
- o zasobach rozpoznanych (w kategorii C1) zajmują 660 km² (11%),
- o zasobach rozpoznanych wstępnie (w kategorii C2) zajmują 765 km² (13%),
- wyeksploatowane lub zaniechane zajmują 635 km² (11%).

Około 27% powierzchni zajmują obszary perspektywiczne, gdzie oszacowano zasoby występujące w strefie głębokości do 1000 m. Około 46% powierzchni zagłębia zajmują obszary o zasobach prognostycznych i o nadkładzie większym od 1000 m oraz peryferyjne części zagłębia bez perspektyw zasobowych.
W południowo-zachodniej części obszaru zagłębia w granicach Polski rozwinął się Rybnicki Okręg Węglowy, gdzie wydobywa się przede wszystkim węgiel energetyczny.
Obszar Górnośląskiego Zagłębia Węglowego w granicach Czech szacowany jest na około 900 km².

## Urbanizacja
Historyczny intensywny rozwój przemysłu górniczego i pochodnych instalacji energetyczno-hutniczo-maszynowych na terenie GZW spowodował powstanie na jego obszarze dwu sąsiednich aglomeracji urbanistycznych w Polsce: konurbacji górnośląskiej na obszarze Górnośląskiego Okręgu Przemysłowego oraz aglomeracji rybnicko-jastrzębskiej na obszarze Rybnickiego Okręgu Węglowego. Za osobną, trzecią, aglomerację miejską powstałą na terenie GZW można uznać czeską aglomerację ostrawską na obszarze Zagłębia Ostrawsko-Karwińskiego.
Z uwagi na powiązania funkcjonalne pomiędzy tymi aglomeracjami, są one niekiedy uznawane za centra jednego, policentrycznego katowicko-ostrawskiego obszaru metropolitalnego, liczącego około 5 milionów mieszkańców.

## Historia górnictwa

### Rejon Zagłębia Krakowskiego
- XIV wiek – powstanie wsi Góry Luszowskie w sąsiedztwie Sierszy (wydzielenie osady górniczej o nazwie Góry Luszowskie ze wsi Luszowice)

od XVI w. – w rejonie Sierszy wydobywano węgiel na niewielką skalę przeł. XVIII/XIX w. – zorganizowanie wydobycia węgla na większą skalę
- 1804 – powstanie kopalni Albrecht na pograniczu Sierszy i Gór Luszowskich (obecnie Stara Muszyna – nazwa pochodzi od pierwszej maszyny parowej zastosowanej w Małopolsce – służyła do odpompowywania wody z szybu upadowego), a w ślad za nią powstawały różne zakłady przemysłowe (np. huty ałunu)
- 1804 – 1806 – poszukiwania złóż węgla w Sierszy przez administrację dóbr tenczyńskich
- 1808 – otrzymanie prawa lennego na wydobycie węgla w Sierszy (dla księżnej Izabelli Lubomirskiej) – powstanie kopalni „Izabella”
- 1811 – uruchomienie pierwszej huty cynku
- po 1811 – powstanie kolejnych hut cynku oraz huty ałunu w Górach Luszowskich
- 1815 – zakup kopalni Albrecht (z hutą ałunu i osiedlem) przez hrabinę Izabellę Lubomirską. W ten sposób powstało przedsiębiorstwo obejmujące dwie dość duże jak na owe czasy kopalnie węgla, hutę cynku i warzelnię ałunu
- 1816 (26 kwietnia) – zalanie kopalni „Izabella” przez nagły przypływ wody
- 1817 – utworzenie wspólnej dyrekcji wszystkich kopalń i hut hrabstwa tenczyńskiego, przemianowanej w 1823 roku na inspektorat kopalń i hut
- 1818 – zatopienie kopalni „Albrecht”
- 1822 – przejęcie całości dóbr tenczyńskich przez Artura Potockiego (założyciela krzeszowickiej linii Potockich)
- 1822 – 1823 – ponowne uruchomienie kopalń i hut w Sierszy (powstanie kopalni „Zofia” w rejonie Krza oraz przebudowanie huty w Sierszy i nadanie jej imienia „Zofia” na cześć żony Artura Potockiego)
- 1823 – 1826 – odwodnienie kopalni „Izabella”
- 1840 – powstanie kopalni „Trentowiec”
- 1843 – powstanie kopalni „Elżbieta” (położonej na południe od kop. „Izabella”)
- 1843 – zaniechanie wydobycia w kopalni „Izabella”
- 1845 – pogłębienie szybu odwadniającego kopalni „Izabella”
- 1852 – likwidacja kopalni „Zofia”
- 1854 (3 lutego) – powstanie spółki „Zakłady Górnicze i Hutnicze w Sierszy” (główny udziałowiec: Adam Potocki syn Artura oraz udziałowcy niemieccy)
- 1861 – powstanie kopalni „Izabella Nowa” (o około kilometr na wschód od starej)
- 1868 – zamknięcie kopalni „Elżbieta” i połączenie z „Izabellą” pod nazwą „Elżbieta – Izabella”
- 1871 – rozwiązanie spółki „Zakłady Górnicze i Hutnicze w Sierszy” „Zakłady Górnicze i Hutnicze w Sierszy” (wycofanie niemieckich przedsiębiorców)
- 1880-84 – powstaje kopalnia węgla „Artur”
- 1899 – doprowadzenie linii kolejowej do kopalni „Artur” i wybudowanie stacji kolejowej o nazwie „Siersza – Wodna” (obok kopalni Artur) na terenie sąsiedniej wsi Wodna
- 1907 – powstanie spółki „Galicyjskie Akcyjne Zakłady Górnicze w Sierszy”, która przejęła kopalnie węgla „Artur” w Sierszy i „Krystyna” w Tenczynku, kopalnię rud cynkowo-ołowiowych „Andrzej” w Trzebionce oraz hutę cynku „Artur” w Krzu
- 1920 – budowa niedużej kopalni „Zbyszek” w sąsiedniej Trzebini
- 1922 – utworzenie spółki akcyjnej: „Sierszańskie Zakłady Górnicze S.A.” na bazie kopalni „Artur”
- 1922 (3 sierpnia) – najtragiczniejsza katastrofa w kopalni „Artur” – zginęło 28 robotników (po ogromnej ulewie niewielki potok Kozibród wylał, zalewając kopalnię)
- 1949 – połączenie kopalni „Zbyszek” w Trzebini z kopalnią „Artur” w jedną kopalnię pod nazwą Kopalnia Węgla Kamiennego „Siersza” w Sierszy
- 1999 – likwidacja kopalni Siersza

## Literatura
- „Górnośląski Okręg Przemysłowy: liczby, fakty, problemy” – Marek Grabania